# 大光寺氏
大光寺氏（だいこうじし）は、日本の氏族。南部氏の第20代当主南部信時の四男、田子弾正左衛門光康 後、改姓し堤弾正左衛門光康を祖とすると伝わる。『糠部五郡小史』によれば、光康の孫の景行が大光寺（現在の青森県平川市）を拠点とし大光寺氏を称した。天文年間には大光寺政行が、大浦氏、北畠氏と並立する大名として、平賀郡を治めていた。戦国時代後期になると、大浦南部氏の大浦為信が津軽にあった諸豪族を滅ぼしていった。大光寺氏も為信の攻撃に耐えられず、大光寺を放棄せざるを得なくなった。大光寺氏の子孫は幕末まで三戸南部氏に仕えて家名を伝えたという。

## 歴史
代々、大光寺城主として、津軽地方に君臨した。正親の代に、大光寺城を去り、鹿角花輪城代3000石の領主となった（大光寺村史）。大光寺氏由緒書には、3800石とある。正親は、先祖供養の為、曹洞宗杉沢山長福寺を建立した。正治の代に、盛岡城下で2500石を得ていた。正寿の代の天明5年に、正式に盛岡に移住し、報恩寺を墓所とした。政房の代に、大光寺屋敷と呼ばれた邸宅が焼失し、転居した。政樹（明治37年1月、72歳で没。）の代に、明治維新を迎えた。

## 当主
1. 大光寺経行（遠江守）
2. 大光寺景行（遠江守）
3. 大光寺政基（右衛門佐）
4. 大光寺政景（右衛門佐）
5. 大光寺正親（義太夫、佐衛門佐）
6. 大光寺正徳
7. 大光寺正邦（林茂丸）
8. 大光寺正治（宮内太夫）
9. 大光寺正景（義太夫）
10. 大光寺正重（山三郎）
11. 大光寺政光（義助）
12. 大光寺政扚（彦右エ門）
13. 大光寺正寿（義右エ門）
14. 大光寺政憲
15. 大光寺政房
16. 大光寺政常
17. 大光寺政樹
18. 大光寺忠恕（岩手県下閉伊郡豊間根小学校長、宮古小学校長、下閉伊郡視学、南部史編纂委員）
19. 大光寺毅夫（盛岡女子商業学校教諭、松山中学校教頭）
20. 大光寺光雄（盛岡中学校教諭）